# Antoine-Laurent de Jussieu
Antoine Laurent de Jussieu (Lyon, 12 de abril de 1748 - París, 17 de septiembre de 1836) fue un médico y botánico francés.
Fue sobrino de los también botánicos Antoine, Bernard y Joseph de Jussieu. Se trasladó a París para estudiar medicina, graduándose en 1770. Fue profesor de botánica en el Jardín de plantas de París desde 1770 a 1826.
La revisión sobre la clasificación de las plantas de la familia Ranunculaceae (1773) le permitió ser postulado y elegido como miembro de la Academia de Ciencias. Seguía las ideas de su tío Bernard acerca del Sistema Natural, al que dio una base teórica y lo aplicó en la práctica al análisis taxonómico de diferentes familias de plantas.
Su trabajo principal fue Genera plantarum secundum ordines naturales disposita, juxta methodum in horto Regio Parisiensi exaratum anno 1774 (París, 1789). Este trabajo ha permanecido como la base para futuras ampliaciones del Sistema Natural de clasificación de plantas, que ha influido en varios investigadores franceses tales como Cuvier y de Candolle, e incluso en investigadores alemanes e ingleses que en un principio recelaban de él, como fruto de la revolución francesa y estaban trabajando con el sistema linneano.
Su hijo Adrien-Henri también fue botánico.

## Obra
- Examen de la famille des Renoncules. En: Histoire de l'Académie Royale des Sciences. Année 1773. París, 1777, pp. 214-240 (en línea).
- Exposition d’un nouvel ordre de plantes adopte dans les demonstrations du jardin royal. En: Histoire de l'Académie Royale des Sciences. Année 1774. París, 1777, pp. 175-197 (en línea).
- Genera Plantarum, secundum ordines naturales disposita juxta methodum in Horto Regio Parisiensi exaratam. París, 1789 (en línea).
- Notice Historique sur le Museum d’Histoire Naturelle. In: Annales du Museum d’Histoire Naturelle. París, 1802-1808:
  - Parte 1: vol. 1, 1802, pp. 1-14 (en línea).
  - Parte 2: vol. 2, 1803, pp. 1-16 (en línea).
  - Parte 3: vol. 3, 1804, pp. 1-17 (en línea).
  - Parte 4: vol. 4, 1804, pp. 1-19 (en línea).
  - Parte 5: vol. 6, 1805, pp. 1-20 (en línea).
  - Parte 6: vol. 11, 1808, pp. 1-41 (en línea).
- Méthode Naturelle des Végétaux. En: Dictionnaire des Sciences Naturelles. Vol. 30, Estrasburgo/París 1824, pp. 426-468 (en línea)
- Introductio in historiam plantarum. En: Annales des Sciences Naturelles. Botanique. 2.º episodio, vol. 8, 1837, pp. 97-160 y 193-239 (en línea; publicado póstumamente)

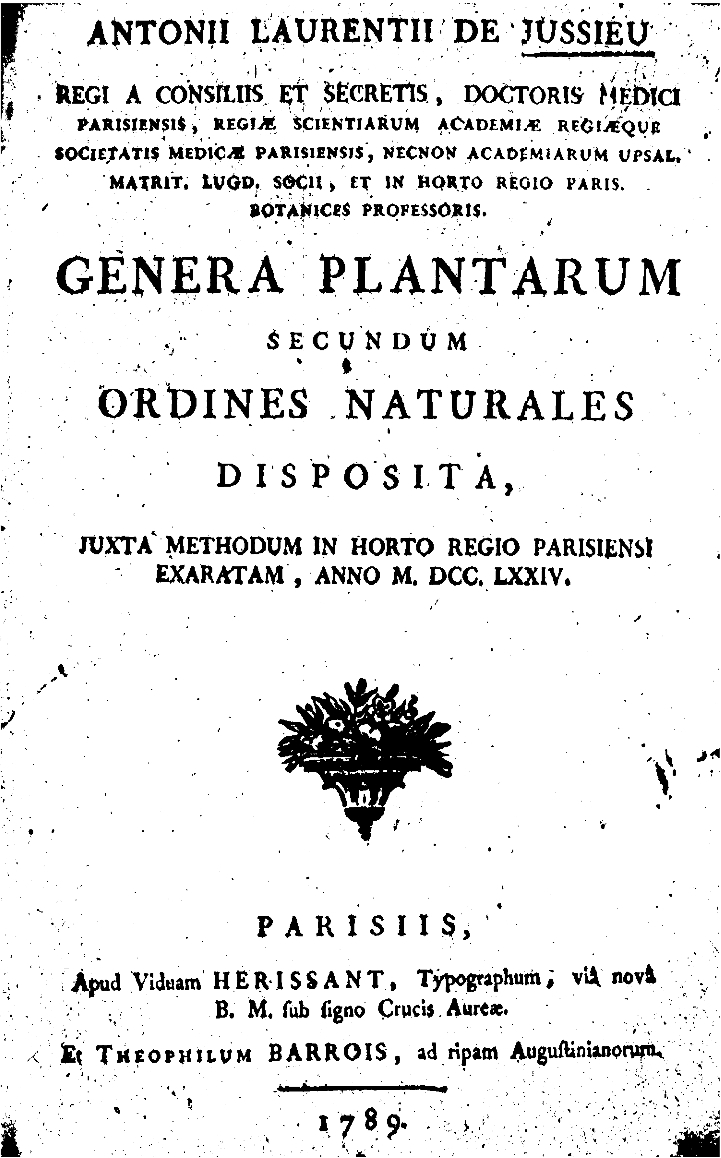
Prontispicio de la obra de von Jussieus 1789 Genera Plantarum

- Mémoire sur les caractères généraux de familles tirés des graines, et confirmés ou rectifiés par les observations de Gautner.
  - En: Annales du Museum d’Histoire Naturelle. París, 1804-1813:
    - Parte 1: vol. 5, 1804, pp. 216-228 (en línea).
    - Parte 2: vol. 5, 1804, pp. 246-265 (en línea).
    - Parte 3: vol. 5, 1804, pp. 417-429 (en línea).
    - Parte 4: vol. 6, 1805, pp. 307-324 (en línea).
    - Parte 5: vol. 7, 1806, pp. 373-392 (en línea).
    - Parte 6: vol. 8, 1806, pp. 170-186 (en línea).
    - Parte 7: vol. 10, 1807, pp. 307-332 (en línea).
    - Parte 8: vol. 12, 1808, pp. 285-303 (en línea).
    - Parte 9: vol. 16, 1810, pp. 169-180 (en línea).
    - Parte 10: vol. 18, 1811, pp. 472-487 (en línea).
    - Parte 11: vol. 20, 1813, pp. 459-468 (en línea).

  - En: Mémoires du Muséum d'histoire naturelle. París, 1815-1819:
    - Parte 12: vol. 2, 1815, pp. 436-443 (en línea).
    - Parte 13: vol. 3, 1817, pp. 436-448 (en línea).
    - Parte 13: vol. 5, 1819, pp. 226-248 (en línea).
    - Nota: vol. 5, 1819, pp. 247 f. (en línea)
- Genera Plantarum, secundum ordines naturales disposita juxta methodum in Horto Regio Parisiensi exaratam, anno 1774. MS. notes. París, 1789.
- Principes de la méthode naturelle des végétaux. París, 1824.[1]

Tesis
- An generatio natura arcanum. Jeunhomme, Reims, 1769.
- An casti rarius aegrotant facilius curantur. Reims, 1769.
- An quinque medicinae partes medico necessariae. Reims, 1769.
- An oeconomiam animalum inter et vegetalem analogiae o Comparaison de la structure et des fonctions des organes végétaux avec les phénomènes de la vie animale (defendida en la facultad de medicina de París) Quillau, París, 1770.
- An inveteratis alvi fluxibus simarouba. Quillau, París, 1772.
- Herbis, an ferro promptior tutiorque abscessuum a congestione curatio. Quillau, París, 1772.
- An morbi epidemici frequentius saeviant in urbibus? in ruri?

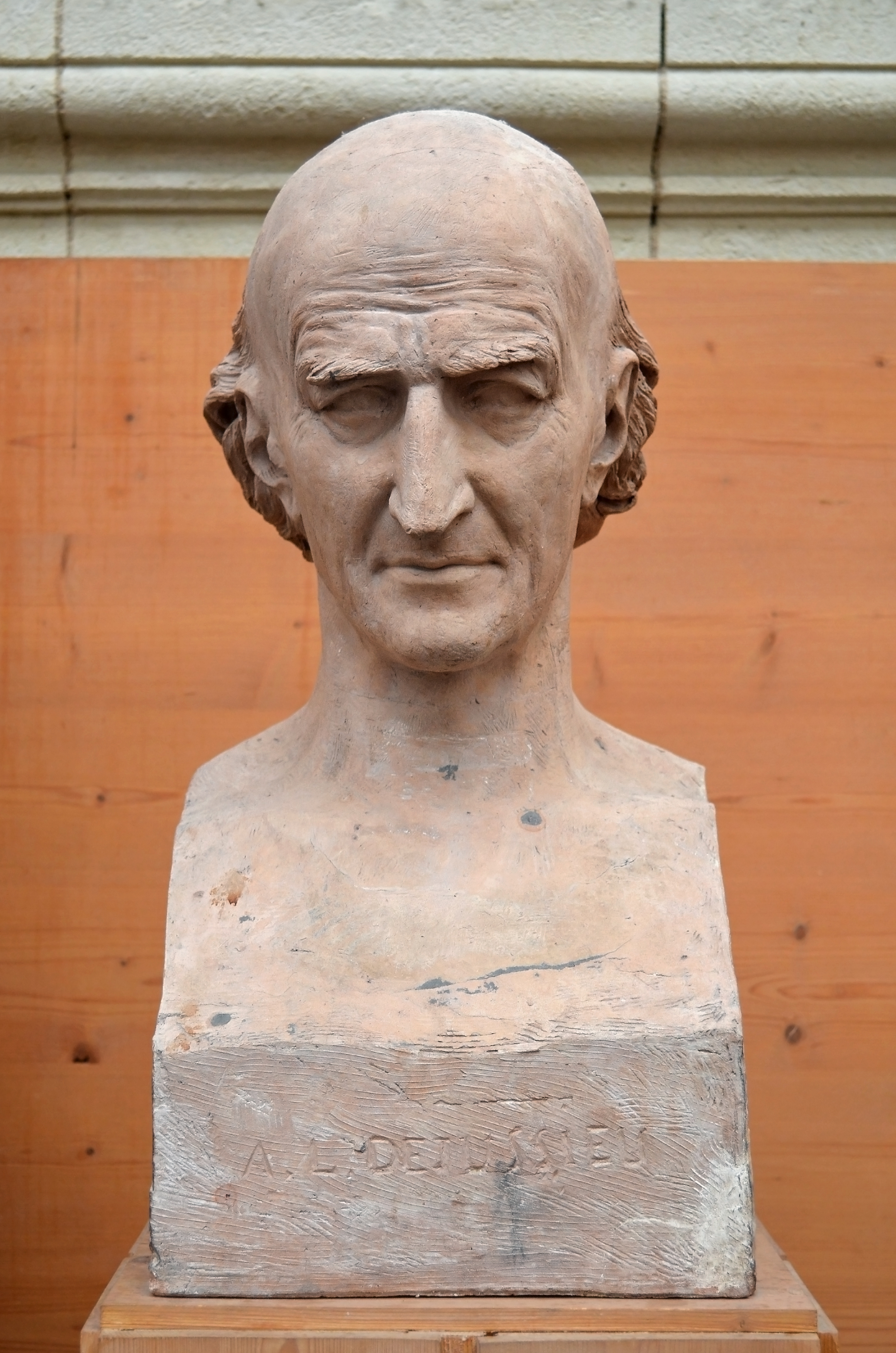
Antoine-Laurent de Jussieu, David d'Angers (1837).

## Eponimia
- Asteroide 9470 Jussieu lleva este nombre en honor de la familia Jussieu

Géneros
- (Euphorbiaceae) Jussieuia Houst.[2]
- (Onagraceae) Jussieuia Thunb.[3]

Especies
- (Asteraceae) Senecio jussieui Klatt ex Hieron.[4]
- (Cactaceae) Chilenia jussieui (Monv. ex Salm-Dyck) Backeb.[5]
- (Cactaceae) Opuntia jussieuii Haage ex C.F.Först.[6]
- (Euphorbiaceae) Glochidion jussieuanum (Wight) Thwaites[7]
- (Euphorbiaceae) Phyllanthus jussieuanus Müll.Arg.[8]
- (Malpighiaceae) Peixotoa jussieuana Mart. ex A.Juss.[9]
- (Orchidaceae) Polystachya jussieuana Rchb.f.[10]
- (Pedaliaceae) Martynia jussieui (Steud.) J.T.Howell[11]
- (Sapindaceae) Casimira jussieuana Nied.[12]
- (Theophrastaceae) Theophrasta jussieui Lindl.[13]